# Chung kết Cúp C1 châu Âu 1962
Trận chung kết Cúp C1 châu Âu năm 1962 là trận chung kết thứ bảy của Cúp các đội vô địch bóng đá quốc gia châu Âu, ngày nay là UEFA Champions League. Đây là trận đầu giữa S.L. Benfica của (Bồ Đào Nha và Real Madrid của Tây Ban Nha trên sân vận động Olympic ở Amsterdam vào ngày 2 tháng 5 1962. Với chiến thắng 5–3, Benfica giành Cúp C1 châu Âu lần thứ 2 liên tiếp. Đây là trận chung kết cuối cùng của Alfredo Di Stéfano và đầu tiên của Eusébio.

## Chi tiết trận đấu
| Benfica                                                       | 5–3 | Real Madrid          |
| ------------------------------------------------------------- | --- | -------------------- |
| Águas 25' · Cavém 34' · Coluna 51' · Eusébio 65' (ph.đ.), 68' |     | Puskás 17', 23', 38' |

| Benfica | Real Madrid |

| SL BENFICA:                                     |    |                          |
|                                                 |    |                          |
| TM                                              | 1  | Alberto da Costa Pereira |
| HV                                              | 2  | Mario João               |
| HV                                              | 3  | Germano                  |
| HV                                              | 4  | Angelo Martins           |
| HV                                              | 5  | Domiciano Cavém          |
| TV                                              | 6  | Fernando Cruz            |
| TV                                              | 7  | José Augusto             |
| TV                                              | 8  | Eusébio                  |
| TV                                              | 9  | José Águas (ĐT)          |
| TĐ                                              | 10 | Mário Coluna             |
| TĐ                                              | 11 | António Simões           |
| Huấn luyện viên:                                |    |                          |
| Béla Guttmann Trợ lý trọng tài Trọng tài thứ tư |    |                          |

| REAL MADRID:     |    |                    |
|                  |    |                    |
| TM               | 1  | José Araquistain   |
| HV               | 2  | Pedro Casado       |
| HV               | 3  | Vicente Miera      |
| HV               | 4  | Felo               |
| HV               | 5  | José Santamaría    |
| TV               | 6  | Pachín             |
| TV               | 7  | Justo Tejada       |
| TV               | 8  | Luis del Sol       |
| TV               | 9  | Alfredo Di Stéfano |
| TĐ               | 10 | Ferenc Puskás      |
| TĐ               | 11 | Francisco Gento    |
| Huấn luyện viên: |    |                    |
| Miguel Muñoz     |    |                    |